# Pietro Morgari
Pour les articles homonymes, voir Morgari.

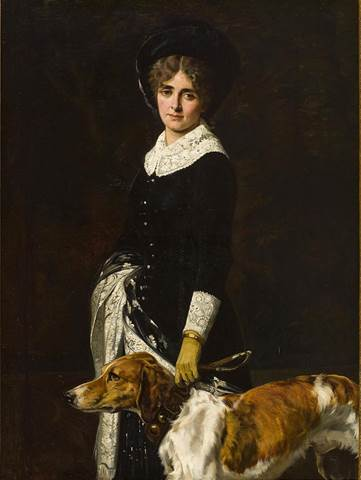
Jeune femme avec un chien.

Pietro Morgari, né en 1852 à Turin, et mort en 1885 à Londres, est un peintre peintre italien, principalement de portraits.

## Biographie
Pietro est né dans une famille de peintres.
Il étudie à l'Accademia Albertina des Beaux-Arts de Turin, où son père, Rodolfo (1827 - 1909), éminent peintre, y est un professeur d'ornementation. À l'Académie, il est aussi encadré par Andrea Gastaldi et Enrico Gamba. Le frère de Rodolfo et l'oncle de Pietro, Paolo Emilio Morgari (1815-1882) sont également des peintres. Le père de Rodolfo est Giuseppe Morgari (1788-1847). Paolo Emilio a trois enfants, Luigi (1857-1935) et Béatrice (1858-1936), tous deux peintres, et Oddino (1865-1944), journaliste et homme politique.
En 1880, à l'Académie, il expose, Violazione di confini, une poignante rencontre d'un étalon et d'une jument avec un poulain. Le tableau a été reproduit par L'illustrazione Italiana, publiée par les Fratelli Treves. Il peint aussi: L'ultima cacciata del Conde di Monterosso. À Milan, en 1881, il expose: Desolation, en 1883, de nouveau à Milan, il expose: Mai. En 1883 à Rome, il expose Dolor, et en 1884 à Turin : Caccia alla volpe et Idillio. D'autres œuvres incluent Attori girovaghi.
Il collabore avec Tommaso Juglaris dans de nombreuses commandes pour l'atelier de son père Rodolfo et de son oncle Paolo Emilio. En 1871, après une dispute physique avec Pietro, Juglaris a quitté le Morgari emploi. Il a rejoint la société des Acquafortisti (acquafortisti aquarellistes) en 1874. En 1878 à Paris, il se réconcilie avec Juglaris.
Il déménage à Londres en 1883 et se suicide dans cette ville deux ans plus tard, peut-être en raison d'un chagrin d'amour.